# Gertrudenkapelle (Rheinbrohl)

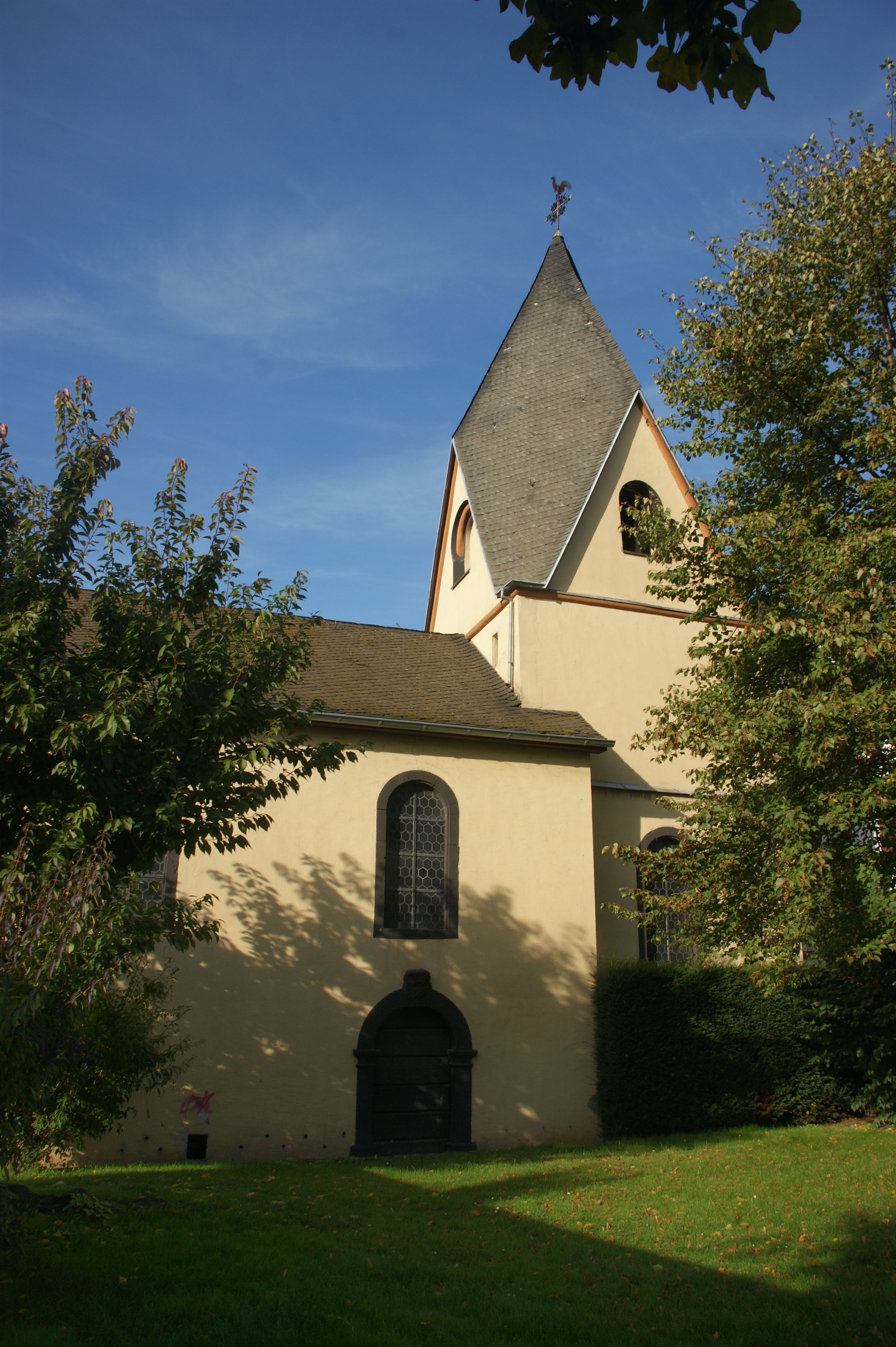
Gertrudenkapelle, Blick zum romanischen Chorturm

Die Gertrudenkapelle ist eine römisch-katholische Kapelle in der Ortsgemeinde Rheinbrohl im rheinland-pfälzischen Landkreis Neuwied.

## Geschichte
Die der heiligen Gertrud von Nivelles geweihte Kapelle entstand in der ersten Hälfte des 13. Jahrhunderts als Gotteshaus des benachbarten Gertrudenhofes, der heute das Rathaus von Rheinbrohl beherbergt. Der Gertrudenhof befand sich im Besitz des Gertrudenstifts zu Nivelles. Das Stift verkaufte den Hof im Jahr 1706 an den Kurfürsten von Trier.
Aus der Erbauungszeit erhalten hat sich der romanische Chorturm im Osten. Das Langhaus der Kapelle wurde im 17. Jahrhundert durch einen Neubau ersetzt, dabei wurden die Fenster im Chor vergrößert. Auch die im Jahr 1851 abgebrochene mittelalterliche Pfarrkirche von Rheinbrohl besaß im Osten einen Chorturm.